# Кейн, Майлз
Майлз Пи́тер Кейн (англ. Miles Peter Kane, род. 17 марта 1986, Ливерпуль) — английский музыкант, бывший участник группы The Rascals. Ныне сольный исполнитель и участник проекта The Last Shadow Puppets. Его дебютный сольный альбом Colour of the Trap был выпущен 9 мая 2011, после которого, 3 июня 2013 года, в свет вышел Don't Forget Who You Are.

## Биография
Майлз Питер Кейн родился в Ливерпуле, он был единственным ребенком в семье. Мать воспитывала Майлза одна. Двое его двоюродных братьев — Джеймс и Ян Скелли — участники ливерпульской инди-рок-группы The Coral. Майлз закончил Hilbre High School Humanities College; это же учебное заведение закончили братья Скелли.
В школьном оркестре он начинал играть на саксофоне, потом перешёл к игре на гитаре, которую его тетя подарила ему в 8 лет. Что касается пения, то, по словам Майлза, ему понадобилось время, чтобы почувствовать себя уверенно. Майлз признается, что был одержим стремлением постоянно совершенствоваться, лучше сочинять, лучше петь и лучше играть на гитаре. Страдал астмой.
В 2009 году журнал New Musical Express включил Майлза Кейна в число номинантов NME Awards в категории «Самый Сексуальный Мужчина 2008». В августе 2009 года Майлз принял участие в фотосессии известного фотографа и модельера Эди Слимана.

### The Little Flames
Группа The Little Flames несколько раз участвовала в концертах с группой Алекса Тернера Arctic Monkeys. Первый раз группа Майлза была на разогреве у Arctic Monkeys в 2005 году.
По словам Майлза, он до концерта ни разу не слышал песни Arctic Monkeys. Последний раз на концерте Arctic Monkeys группа The Little Flames разогревала публику 26 февраля 2007 года.
Группа The Little Flames распалась после того, как вокалистка Эва Петерсен решила начать сольную карьеру. Существует и другая версия распада группы. Так, в одном интервью бывшие члены The Little Flames признали, что в группе были разногласия из-за разного возраста участников (разница около пяти лет).
После распада The Little Flames в мае 2007 года, Майлз Кейн, барабанщик Грег Микхол и бас гитарист Джо Эдвардс решили создать свою группу The Rascals. По утверждению самих музыкантов, группа The Rascals относилась к музыкальному андеграунду. В 2007 году Майлз принимал также участие в деятельности Arctic Monkeys.

### The Rascals
23 июня 2008 году группа The Rascals выпустила на Deltasonic Records свой первый (и как оказалось последний) альбом Rascalize. При очевидном успехе альбома The Last Shadow Puppets — The Age of the Understatement, альбом Rascalize был встречен некоторыми критиками прохладно.
Зрительского признания группа добилась прежде всего своими живыми выступлениями. Дебютный альбом Rascalize записывался в течение лишь трёх недель. То, что группа набиралась опыта и мастерства, было видно на примере новых песен. Так 22 ноября 2008 года группа впервые на концерте в Германии представила песню Chills and Fever, которая позже уже не покидала концертный сет-лист.
В апреле 2009 году группа пообещала, что выпустит второй альбом летом этого же года. Потом появились слухи, что у The Rascals имеются финансовые трудности, связанные с его подготовкой. 24 августа 2009 года сайт NME.com сообщил о распаде группы The Rascals. Как следовало из заметки, Майлз ушёл из группы и начал сольную карьеру, кроме того, он продолжает участие в проекте The Last Shadow Puppets.
Насчет Грега Микхола и Джо Эдвардса в сообщении NME говорилось, что они были заняты работой над фильмом актера Лиама Боила, сыгравшего главную роль в фильме Awaydays. Причинами распада группы, по некоторым данным, явились разногласия со звукозаписывающей компанией Deltasonic Records и финансовые проблемы. Косвенным подтверждением конфликта с Deltasonic может служить тот факт, что на официальном сайте лейбла, группа The Rascals не упоминается даже в истории.

### Awaydays
Ещё в начале своей карьеры, в декабре 2007 года, участники The Rascals приняли участие в съемках фильма Awaydays по книге Кевина Сэмпсона о молодежной субкультуре и футбольных фанатах конца 70-х годов (начало эпохи Маргарет Тэтчер) в Мерсисайде.
Действия в фильме разворачиваются в окрестностях Ливерпуля, в местечке под названием Виррал, откуда родом музыканты The Rascals. Фильм уже успел стать культовым в Британии, несмотря на то, что обошёлся создателям в 500 000 £. В фильме трио The Rascals изображали музыкальную группу 70-х годов — Echo & The Bunnymen, исполняя их песню All That Jazz. Кавер-версия песни включена в саундтрек фильма.

### The Last Shadow Puppets
В августе 2007 года Алекс и Майлз шутки ради решили записать альбом в стиле 60-х годов, взяв в качестве ориентира музыку Скотта Уокера. Помощь в организации записи оказал лейбл Domino Records и тогдашний продюсер Arctic Monkeys Джеймс Форд. При этом никто не ожидал, что эксперимент выльется в творческий и коммерческий успех.
Спрятавшись в одной из деревушек на Севере Франции, довольствуясь сыром и вином, и будучи атакованы клопами, они в течение двух недель в студии продюсера Иэна Берджесса с винтажным аналоговым оборудованием — Black Box, записали 8 песен.
По возвращении в Лондон, до Рождества компания записала ещё 4 песни в студии RAK, и добавила симфоническую аранжировку к песням с помощью 22-х музыкантов London Metropolitan Orchestra.
Оркестровая аранжировка композиций была сделана талантливым канадским скрипачом Оуэном Паллеттом, с которым Алекса Тернера в Торонто познакомил глава Domino Records Лоренс Белл. По словам Оуэна Паллетта, работа над проектом The Last Shadow Puppets была для него самой легкой из тех, что он прежде делал, оркестровку он закончил за две недели.
Идея назвать проект The Last Shadow Puppets принадлежит другу Алекса и Майлза. Сами они хотели ограничиться названием в виде их фамилий (Turner & Kane). Но как-то раз этот самый друг, показывая на стене силуэты из теней и говоря одновременно по телефону с Майлзом и Алексом, предложил им назваться теневыми марионетками.
К рождеству 2007 года все записи были окончательно аранжированы, и в феврале 2008 года стало известно название альбома — The Age of the Understatement. В продажу альбом, выпущенный Domino Records, поступил в апреле 2008 года; изданием альбома занималась ливерпульская компания Deltasonic. «… Я знаю, что много людей не полюбят этот диск или не поймут его. Выпускать сегодня этот проект в продажу — сумасшествие, почти утопия. Но мне все равно, какие будут результаты…», — говорил Алекс Тернер перед выходом альбома в интервью французскому журналу Rock&Folk. Однако, Тернер ошибся, альбом сразу же занял первую позицию в британском чарте.
Начало концертной деятельности The Last Shadow Puppets, было положено в бруклинской студии Soundfix, в Нью-Йорке 4 марта 2008 года, где группа исполнила 8 песен перед 50-ю зрителями. После The Last Shadow Puppets отыграли 24 концерта уже перед многотысячной аудиторией в винтажных залах Англии, Европы и США. На концерте в Ливерпуле в рамках телепроекта BBC Electric Proms группу оценивал сам Министр культуры Великобритании. Последний концерт The Last Shadow Puppets состоялся также как и первый в США. Но если при старте проекта Алекс и Майлз представляли собой пример удивительного творческого единодушия, то к концу, по некоторым свидетельствам, они утратили прежний контакт. В частности это проявилось на телешоу Конана О’Брайена, состоявшегося 29 октября 2008 года в Нью-Йорке, где во время беседы Алекс и Майлз демонстративно отстранились друг от друга. Кроме того, об изменении отношений между ними, может свидетельствовать отказ Майлза присутствовать на вечеринке, посвященной окончанию тура, после концерта в Лос-Анджелесе 3 ноября. Позже Майлз объяснил это своим болезненным состоянием.
В декабре 2015 года на официальных страницах группы в Facebook и YouTube появились тизеры второго альбома.
1 апреля 2016 года вышел второй альбом «Everything You’ve Come To Expect», состоящий из 12 песен.

## Сольное творчество
9 ноября 2009 года газета The Sun сообщила, что Лиам Галлахер из распавшейся Oasis на своей вечеринке, якобы, предлагал Майлзу Кейну стать участником его новой команды.
19 ноября 2009 года Майлз подтвердил, что действительно обсуждал с Лиамом Галлахером возможность сотрудничества. Но речь шла о возможном участии Галлахера в сольном проекте Майлза и исполнении им песни My Fantasy. Их обоих, по словам Майлза, объединяет любовь к творчеству Джона Леннона.
9 декабря 2009 года издание Xfm.co.uk сообщил о возможном сотрудничестве Майлза Кейна и Лиама Фрэя из манчестерской группы The Courteeners. В марте 2009 года музыканты вместе выступили на концерте в Ливерпуле с кавер-версией песни There is a Light that Never Goes Out группы The Smiths . Опыт оказался удачным и 8 декабря 2009 года на концерте, организованном радиостанцией XFM в Манчестере Майлз Кейн и Лиам Фрэй снова исполнили кавер. Учитывая успех у публики совместного исполнения песен, музыканты и заявили радиостанции Xfm, что не исключают создание супергруппы.
У The Courteeners в феврале 2010 года вышел второй альбом. В апреле состоялся релиз сингла Take Over The World, куда в качестве би-сайдов были включены: песня Why Do You Do It?, записанная с Майлзом Кейном, по сведениям BBC и Clashmusic.com ещё в 2008 году, и кавер-версия There is a Light that Never Goes Out, исполненная в декабре 2008 года Майлзом и Лиамом Фрэям на концерте XFM Winter Wonderland.
11 января 2010 года NME анонсировал участие в 2010 году Майлза Кейна и его кузенов The Coral в фестивалях T In the Park и Reading/Leeds. Здесь же сообщалось о предстоящем в 2010 году релизе сольного альбома Майлза, продюсерами которого выступили Крэйг Силви и Графф Рис из Super Furry Animals.
22 февраля 2010 года появился слух о том, что Майлз уехал в Нью-Йорк к Алексу Тернеру для написания новых песен для The Last Shadow Puppets, и что по возвращении в Лондон планируется записать их в студии, а альбом выпустить в конце лета.
14 марта 2010 года в блоге, посвященном Майлзу Кейну, появилась информация, что его сольный альбом должен выйти в июне/июле. На альбоме должны быть как акустические композиции, так и «тяжёлые». Музыка сольного альбома должна быть выдержана в стиле Джона Леннона. Похожая информация есть и в комментариях к этому видео.
14 мая 2010 появилось сообщение, что Майлз Кейн записал на Elevator Studios свой первый сольный альбом, который должен выйти в конце года на Sony Music.
22 ноября вышел дебютный сингл Майлза — Inhaler, вслед за которым последовало множество выступлений на радиостанциях, и фестивалях.
13 декабря состоялась премьера клипа на песню Come Closer. Клип снял Дэн Салли и в клипе чувствуется подражание фильму «Злые улицы».
10 августа, спустя 5 лет молчания в свет вышел альбом «Coup De Grace». К работе над альбомом Кейн привлек Lana Del Rey и Jamie T, при этом Лана записала для «Coup De Grace» бэки в песне ‘Loaded’.

## Личная жизнь
В 2009 Майлз встречался с британской моделью Агнесс Дин, а в 2012—2013 гг. с моделью и актрисой Сьюки Уотерхаус.

## Дискография
| 2011 | Colour of the Trap - Релиз: 9 мая 2011 - Лейбл: Columbia        | 11 |
| 2013 | Don’t Forget Who You Are - Релиз: 3 июня 2013 - Лейбл: Columbia | 8  |
| 2018 | Coup de Grace - Релиз: 10 августа 2018 - Лейбл: Virgin EMI      | 8  |
| 2022 | Change the Show - Релиз: 21 января 2022 - Лейбл: BMG            | 12 |
| 2024 | One Man Band - Релиз: 4 августа 2023 - Лейбл: Modern Sky        | 5  |

## Дополнительные факты
- Любимый музыкальный альбом Майлза — A Hard Day’s Night — The Beatles
- Любимые песни The Beatles — If I Fell и Things We Said Today.
- Группы, вдохновлявшие Майлза, когда ему было 16 лет, — The Coral и The Libertines. То, что в группе The Coral играл двоюродный брат, Джеймс Скелли (англ. James Skelly), предопределило музыкальную карьеру Майлза. А Джеймс Скелли стал его вдохновителем и учителем.